# فرد وارنر
فرد وارنر (بالإنجليزية: Fred Warner)‏ هو لاعب كرة قاعدة أمريكي، ولد في 7 يناير 1855 في فيلادلفيا في الولايات المتحدة، وتوفي بنفس المكان في 13 فبراير 1886.

## وصلات خارجية
- فرد وارنر على موقعبيزبول رفرنس.كوم (الدوري الرئيسي) (الإنجليزية)